# Andes geometrinus
Andes geometrinus är en insektsart som först beskrevs av William Lucas Distant 1911.  Andes geometrinus ingår i släktet Andes och familjen kilstritar.
Artens utbredningsområde är Sri Lanka. Inga underarter finns listade i Catalogue of Life.